# Cung điện Czartoryski ở Lublin

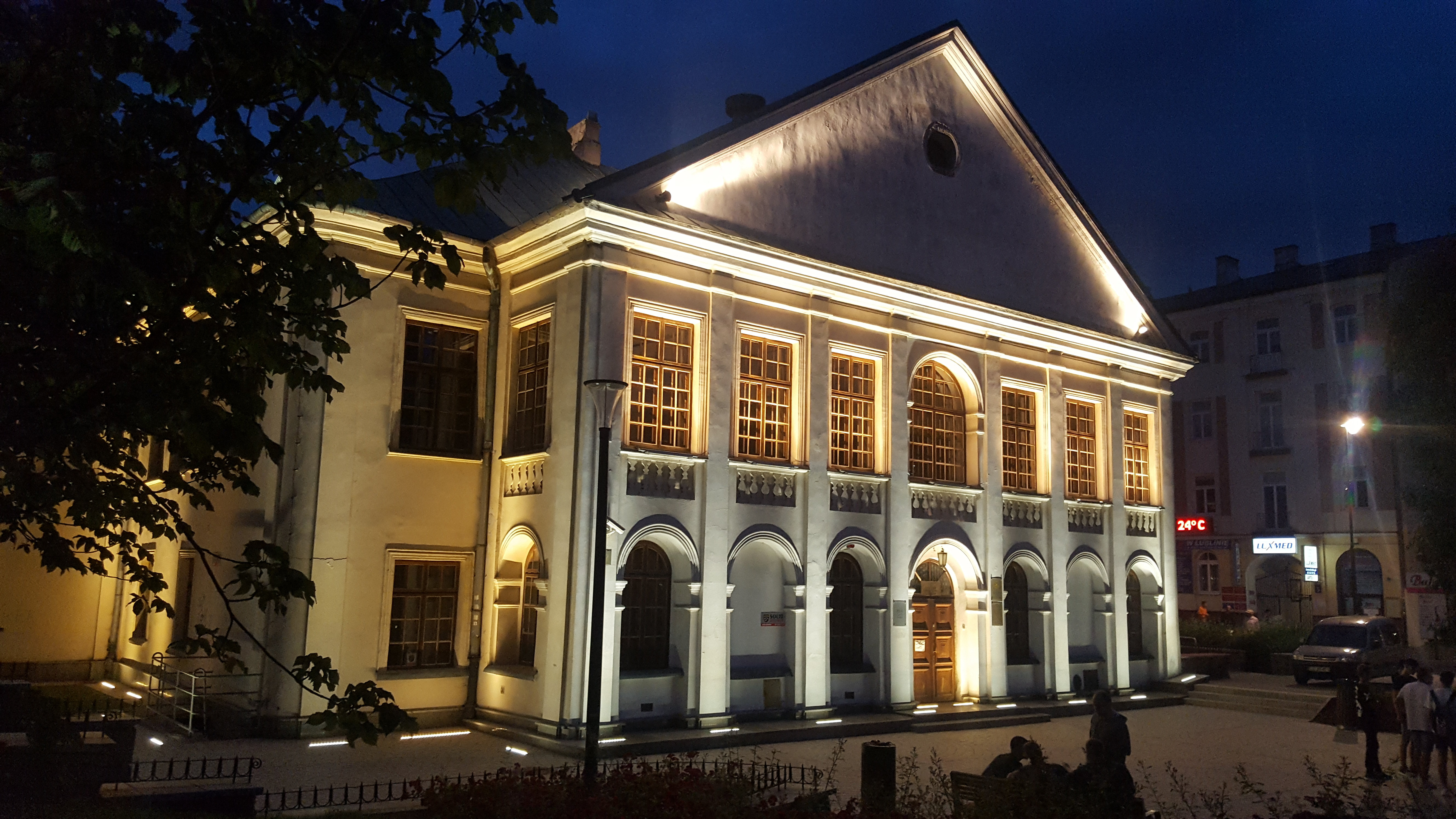
Cung điện Czartoryski ở Lublin (2018)

Cung điện Czartoryski ở Lublin (tiếng Ba Lan: Pałac Czartoryskich w Lublinie) là một trong những cung điện nổi tiếng được xây dựng theo phong cách Baroque vào cuối thế kỷ 17 ở Lublin. Cung điện tọa lạc ở phía Đông của Quảng trường Litewski, Lublin, Ba Lan. Cung điện có tên trong sổ đăng ký di tích.

## Lược sử hình thành.
Cung điện Czartoryski ở Lublin được kiến trúc sư nổi tiếng người Hà Lan Tylman van Gameren thiết kế. Đây là một cung điện có diện tích trung bình, nhưng nổi tiếng với một mái hiên tuyệt đẹp ở phía lối vào. Mặt tiền cung điện được trang trí công phu với nhiều họa tiết tinh xảo.
Những người chủ đầu tiên của tòa nhà là gia đình quý tộc Lubomirski. Trong đó, Jerzy Sebastian Lubomirski được cho là người sáng lập cung điện này. Sau đó, cung điện được Stanisław Herakliusz thừa kế. Chủ sở hữu tiếp theo là Elżbieta Sieniawska, người đã hợp tác với kiến trúc sư Franciszek Mayer đến từ Moravia để xây dựng lại tòa nhà trong giai đoạn 1725-1728. Năm 1731, cung điện được chuyển vào tay gia đình Czartoryski thông qua cuộc hôn nhân giữa Maria Zofia Sieniawska với August Aleksander Czartoryski.
Cung điện Czartoryski bị hư hại nặng trong Chiến tranh thế giới thứ hai. Sau đó, cung điện được tân trang dựa trên thiết kế của kiến trúc sư Czesław Doria-Dernałowicz.